# Batesville (Arkansas)
Batesville és una població dels Estats Units a l'estat d'Arkansas. Segons el cens del 2005 tenia 9.556 habitants.

## Demografia
Segons el cens del 2000, Batesville tenia 9.445 habitants, 3.777 habitatges, i 2.383 famílies. La densitat de població era de 350,3 habitants/km².
Dels 3.777 habitatges en un 28,5% hi vivien nens de menys de 18 anys, en un 49,4% hi vivien parelles casades, en un 10,5% dones solteres, i en un 36,9% no eren unitats familiars. En el 33,8% dels habitatges hi vivien persones soles el 16,9% de les quals corresponia a persones de 65 anys o més que vivien soles. El nombre mitjà de persones vivint en cada habitatge era de 2,28 i el nombre mitjà de persones que vivien en cada família era de 2,92.
Per edats la població es repartia de la següent manera: un 22% tenia menys de 18 anys, un 12% entre 18 i 24, un 25,6% entre 25 i 44, un 22,2% de 45 a 60 i un 18,2% 65 anys o més.
L'edat mediana era de 38 anys. Per cada 100 dones de 18 o més anys hi havia 84,1 homes.
La renda mediana per habitatge era de 33.133 $ i la renda mediana per família de 42.634 $. Els homes tenien una renda mediana de 31.068 $ mentre que les dones 20.506 $. La renda per capita de la població era de 17.753 $. Entorn de l'11,1% de les famílies i el 14,5% de la població estaven per davall del llindar de pobresa.

## Poblacions més properes
El següent diagrama mostra les poblacions més properes.